# Paride Tremolada
Paride Tremolada (Vaprio d'Adda, 11 agosto 1988) è un arbitro di calcio italiano.

## Carriera
Dopo una breve esperienza da calciatore intraprende la carriera arbitrale: dopo gli anni nei campionati provinciali e regionali nell'estate del 2016 è promosso in Serie D. Nella stagione seguente, 2016-17, dirige la finale di Supercoppa U17 tra Inter e Como, vinta 3-0 dai nerazzurri oltre a 19 partite in Serie D, e una di Viareggio Cup. A partire dalla stagione 2017-2018 è promosso in CAN C: dirige in Primavera 13 volte e in Serie C 14 volte, tra cui una presenza in Coppa Italia Serie C.
Il 3 agosto 2019 esordisce in Coppa Italia, arbitrando Pro Vercelli-Rende (1º turno). Il 15 agosto 2021 svolge la funzione di quarto ufficiale in Torino-Cremonese, trentaduesimi di Coppa Italia: sostituisce l'arbitro Giovanni Ayroldi, infortunatosi nel corso della gara.
Arbitra in Serie C e Primavera fino alla stagione 2022-2023 compresa: in questa stagione dirige la finale di Coppa Italia Serie C, Juve Next Gen-L.R. Vicenza (1-2) e la semifinale playoff di Serie C (Foggia-Pescara, 2-2).
Al termine della stagione 2022-2023, in carriera ha diretto 1 partita di Coppa Italia, 2 di Coppa Italia Serie C, 1 di Coppa Italia Primavera, 80 di Serie C, 25 nel campionato primavera, 12 nel campionato U17, 60 di Serie D e 1 di Viareggio Cup, per un totale di 182 partite dirette in carriera.
Dalla stagione 2023-24 è promosso in CAN A-B: dirigerà sia in Serie A che in Serie B. La sua prima designazione arriva alla 2ª giornata di Serie B, quando svolge il ruolo di AVAR in Feralpisalò-Südtirol. Alla 3ª giornata dirige Reggiana-Palermo, la sua prima partita in Serie B. Fa il suo esordio in Serie A, come quarto ufficiale, il 17 settembre in Cagliari-Udinese, diretta da Daniele Doveri. Dirige la sua prima partita di Serie A alla 9ª giornata, il 23 ottobre, ovvero Udinese-Lecce, terminata 1-1.